# リカルダ・リマ
リカルダ・リマ（Ricarda Lima、女性、1970年9月12日 - ）は、ブラジルの元女子バレーボール選手。現役時代のポジションはリベロ。元ブラジル代表。

## 来歴
- クラブチーム

タグアティンガ出身。1990年、Armazém das Fábricasに入団しバレーボール選手としてのキャリアをスタートさせる。1993/94シーズンよりLeites Nestléで6年間プレーし、1994/95～1996/97シーズンではリーグ3連覇を果たした。また、1998/99シーズンのリーグではベストレシーバーを受賞した。2000/01シーズンから2年間はOsasco Voleibol Clubeでプレーし、リーグではベストリベロ賞に選ばれた。2004/05シーズンはSesc-RJ/Flamengoでプレーし、現役を引退した。
- 代表チーム

1995年にブラジル代表に初選出された。1999年より正リベロを務め、同年のワールドグランプリで銀メダルを獲得し、自身もベストリベロ賞、ベストディガー賞を受賞した。ワールドカップで銅メダルを獲得した。2000年、シドニー五輪で銅メダルを獲得し、ベストリベロ賞とベストディガー賞となった。

## 球歴
- オリンピック - 2000年
- ワールドカップ - 1999年
- ワールドグランプリ - 1995年、1999年、2000年

## 受賞歴
- 1999年　1998/99ブラジル・スーパーリーガ　ベストレシーバー賞
- 1999年　ワールドグランプリ ベストリベロ賞、ベストディガー賞
- 2000年　シドニー五輪　ベストリベロ賞、ベストディガー賞
- 2001年　2000/01ブラジル・スーパーリーガ　ベストリベロ賞

## 所属クラブ
- Armazém das Fábricas（1990-1991年）
- Botafogo（1991-1992年）
- AA Rio Forte（1992-1993年）
- Leites Nestlé（1993-1999年）
- Osasco Voleibol Clube（2000-2002年）
- Brasil Telecom/Força Olímpica（2003-2004年）
- Sesc-RJ/Flamengo（2004-2005年）